# Megaskepasma erythrochlamys
Megaskepasma erythrochlamys är en akantusväxtart som beskrevs av Gustav Lindau. Megaskepasma erythrochlamys ingår i släktet Megaskepasma och familjen akantusväxter. Inga underarter finns listade i Catalogue of Life.

## Bildgalleri

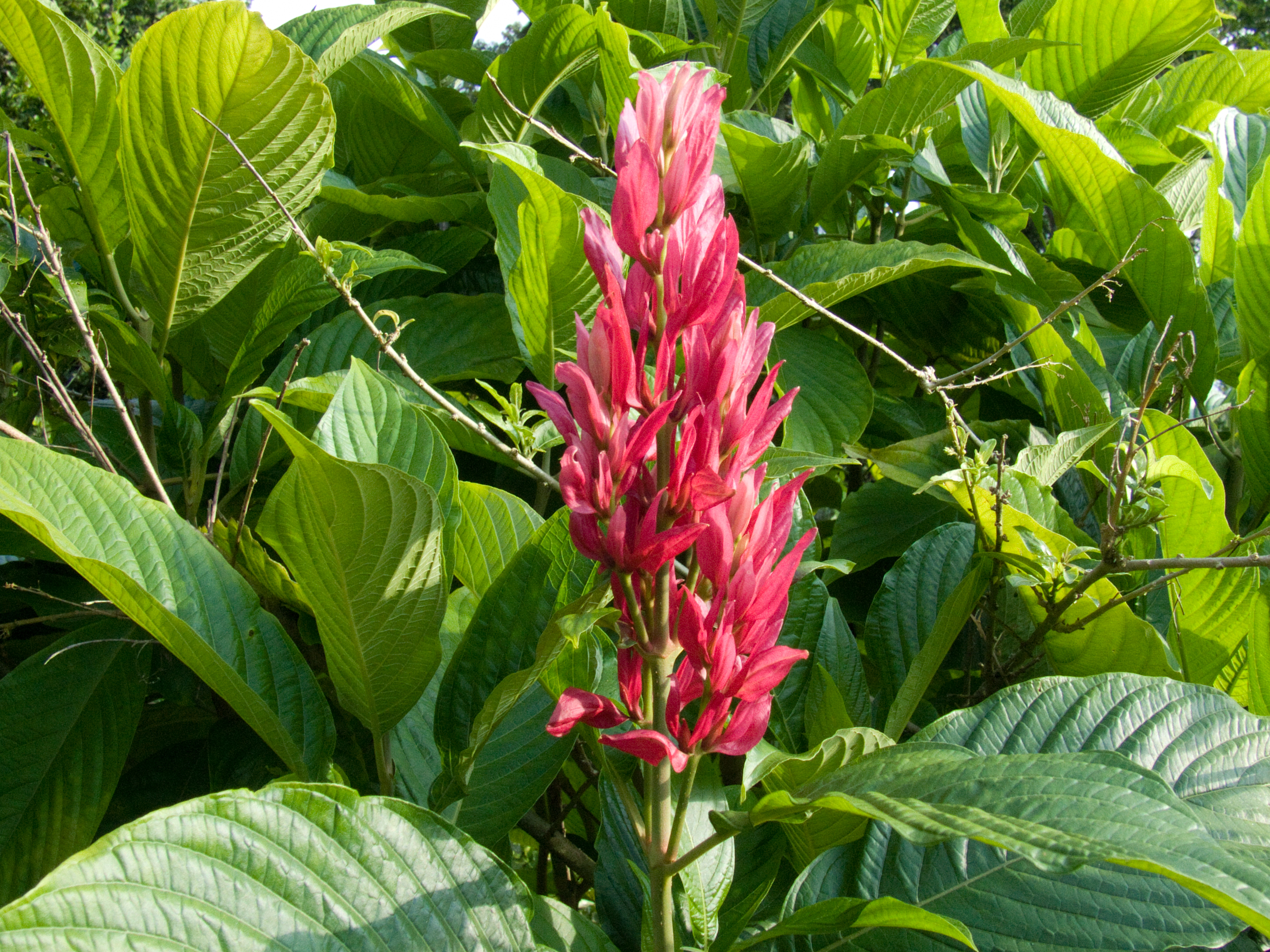
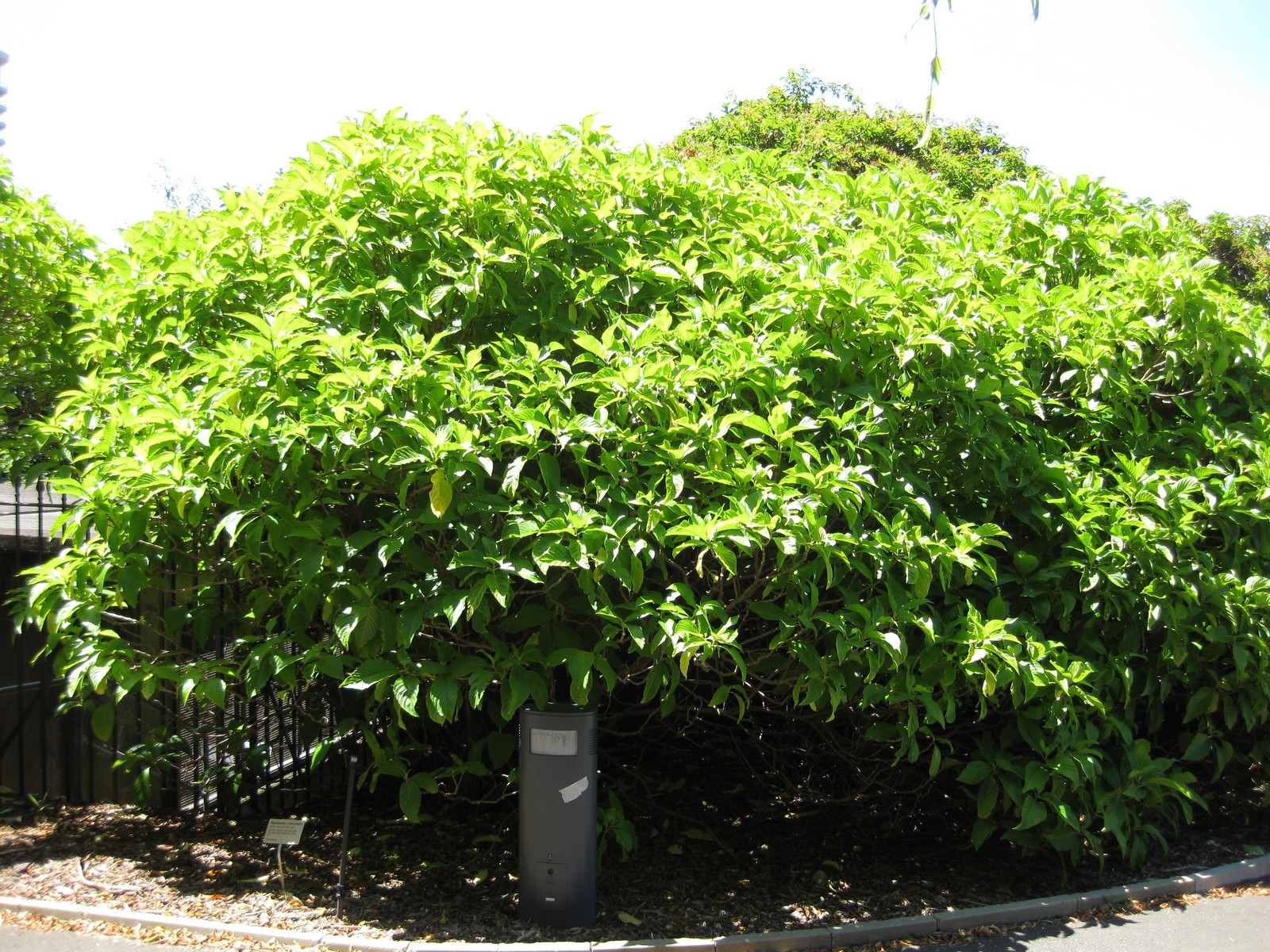
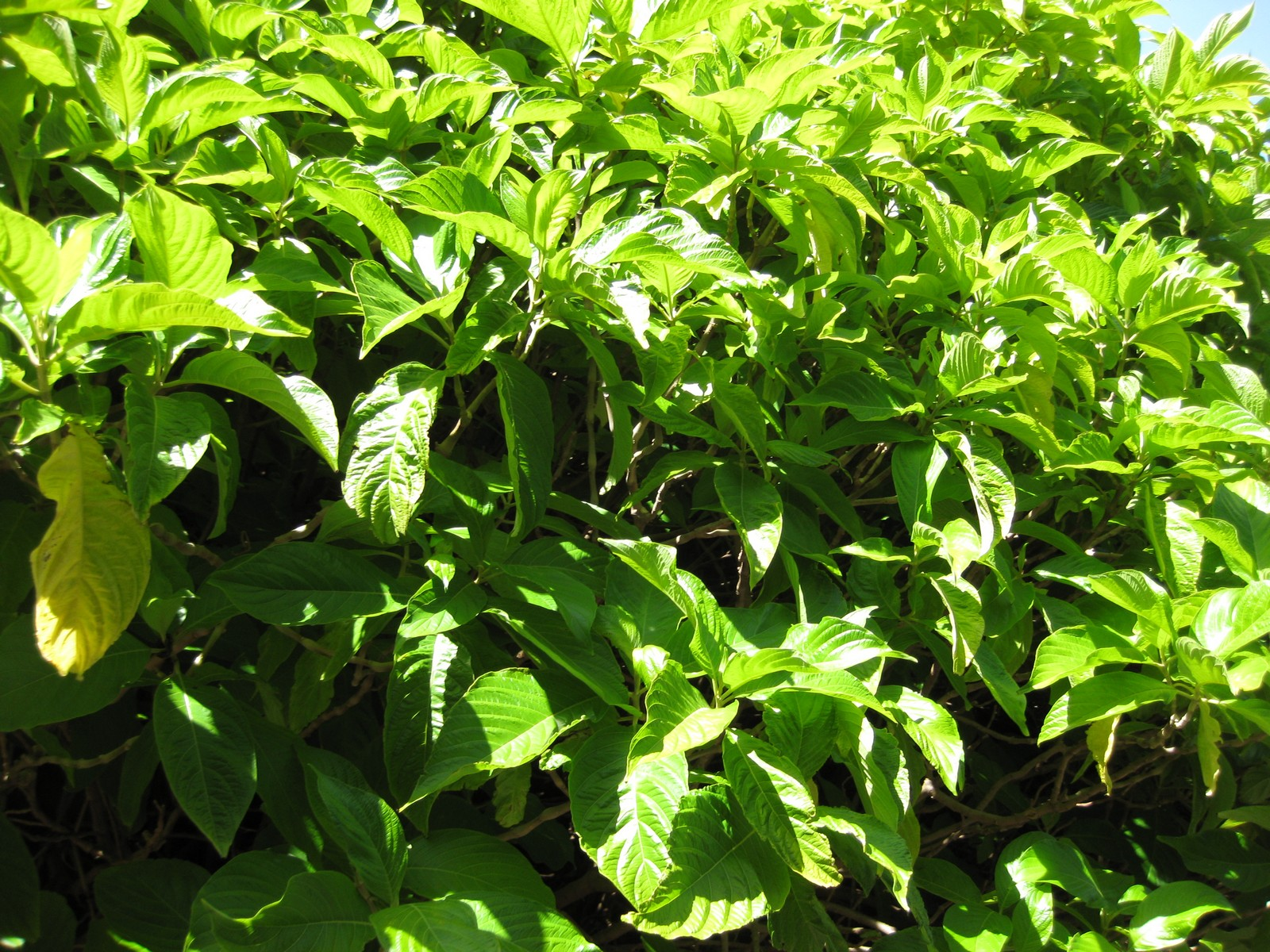